# Oliver Roggisch
Oliver Roggisch, né le 25 août 1978 à Villingen-Schwenningen, est un ancien handballeur allemand évoluant au poste de défenseur. Il est notamment champion du monde 2007 et triple vainqueur de la Coupe de l'EHF avec trois clubs différents.

## Palmarès

### Club
compétitions internationales
- Coupe de l'EHF
  - Vainqueur (3) : 2005 avec TuSEM Essen, 2007 avec SC Magdebourg et 2013 avec Rhein-Neckar Löwen

### Sélection nationale
Oliver Roggisch cumule 205 sélections et 48 buts en équipe d'Allemagne entre le 15 mars 2002 contre la  Suisse et 2014
- (au 25 août 2013)[2]

Jeux olympiques
- 9e place aux Jeux olympiques 2008 de Pékin,  Chine

Championnats du monde
- 9e place au Championnat du monde 2005,  Tunisie
- Médaille d'or du Championnat du monde 2007,  Allemagne
- 5e place au Championnat du monde 2009,  Croatie
- 11e place au Championnat du monde 2011,  Suède
- 5e place au Championnat du monde 2013,  Espagne

Championnat d'Europe
- 5e place au Championnat d'Europe 2006,  Suisse
- 4e place au Championnat d'Europe 2008,  Norvège
- 10e place au Championnat d'Europe 2010,  Autriche
- 7e place au Championnat d'Europe 2012,  Serbie